# (2295) Matusovskij
(2295) Matusovskij (1977 QD1; 1952 PF; 1952 RA; 1967 RR; 1972 TB5; 1975 EO5; 1977 TQ5) ist ein Asteroid des äußeren Hauptgürtels, der am 19. August 1977 vom russischen (damals: Sowjetunion) Astronomen Nikolai Stepanowitsch Tschernych am Krim-Observatorium (Zweigstelle Nautschnyj) auf der Halbinsel Krim (IAU-Code 095) entdeckt wurde.

## Benennung
(2295) Matusovskij wurde nach dem sowjetischen Poeten Michail Lwowitsch Matussowski (1915–1990) benannt.